# Koninklijke Duikernikkers Bredene Oostende
Koninklijke Duikernikkers Bredene Oostende is een duikclub en -school in Bredene voor een professionele duikopleiding en anderzijds voor recreatief duiken. Opgericht in 1968 is zij een van de oudste duikscholen in West-Vlaanderen.

## Historiek van de vereniging
In 1967 waren enkele fervente zwemmers van de Bredense zwemverenging Waternikkers begeesterd door commandant Cousteau, op zoek om zelf een duikclub op te starten. Deze zwemmers waren Robert Henri en Iwan Plovy, beiden militair bij de Zeemacht). Dit was de grondslag voor het oprichten van de vereniging.
In dat jaar kwam het niet zo ver maar het jaar erop, in september 1968, werd de eerste Bredense duikverening Duikernikkers een feit, weliswaar nog onder de voogdij van de zwemvereniging Waternikkers. Met steun en peterschap van commandant Liekens, hoofd van de Duikers-Ontmijners van de Zeemacht te Oostende, werd ze officieel erkend als duikvereniging. De naam werd Duikernikkers Bredene-Klemskerke, omdat de gemeente Bredene toen nog geen eigen zwembad had en men trainde in zwembad Torenhof te Vosseslag/Klemskerke. Later werd de naam dan veranderd in Duikernikkers Bredene-Oostende, doordat ook de stad Oostende de vereniging sponsorde.
De enigszins vreemde benaming Water- en Duikernikkers vloeit voort uit de benaming nikker. Deze laatste is een wezen uit het volksgeloof, ook wel een nikker, nicker,  nekker, necker of ook nix genoemd. Het komt ook wel voor als een waterduivel en was vooral als kinderschrik bekend, die kinderen in het water trok en zich meester maakte van drenkelingen. In middeleeuwse literatuur komt de nikker in verschillende verschijningen en karakters voor. De zwemvereniging heeft de naam Waternikkers, de nieuwe duikvereniging die ontstaan is uit de zwemvereniging nam de logische naam Duikernikkers aan.
De club floreert en groeit, in 1971 worden de eerste statuten neergelegd bij het Belgisch Staatsblad.
In 1971 staat de vereniging in voor de beveiliging op- en in het water van Zevensprong, een Nederlands televisiespelprogramma van de TROS dat werd opgenomen in het Mercatordok van Oostende. De presenator was Jan Theys. Een leuke anekdote is dat Jan Theys op de steiger struikelt en in het water valt. Hierbij verliest hij zijn haarstukje die door een duiker in het water opgevist wordt.
In 1973 splitst de club en sticht de eerste voorzitter Robert Henri een nieuwe club in Oostende Okeanos. Iwan Plovy wordt voorzitter. Deze laatste sticht later nog de Oostendse duikvereniging Scuba Diving Oostende.
Tussen 1973 en 1984 organiseert en neemt de vereniging deel aan de organisatie van verschillende OWT/TSA (Onder Water Technieken/Techniques Sous-Marines). Hierbij werd ook een OWT/TSA georganiseerd in de Spuikom van Oostende. De vereniging staat ook in voor de beveiliging van allerlei evenementen op en rond het water.
Na omzwervingen in een oude boerderij en losse verblijfplaatsen, start de vereniging met de bouw van een eigen clubhuis in 1981. Hiervoor wordt de oude werfkeet van het Militair Hospitaal Koningin Astrid te Neder-over-Heembeek aangekocht en verhuisd naar een gehuurd perceel van het toenmalige agentschap Bruggen en Wegen. Dit perceel is gelegen aan de Spuikom van Oostende, het clubhuis is nog hetzelfde als toen en staat er nog steeds. Het clubhuis bracht na enige jaren ook  terug de opgang die de club nodig had en zo werd het de vaste stek voor regionale opleidingen duiker hulpverleners, onderwaterfotografie, BLOSO Watersportdag en voor vijf  edities van de Nelos D Dive Days.
Vanaf 1983 tot 1987 ging telkens de Nacht van de Duiker door. In en rond de Spuikom van Oostende was er telkens een door het publiek gesmaakt spektakel met reddings- en overlevingsoperaties, helikopters van het 40ste smaldeel te Koksijde, een fakkeltocht op het water en zelfs auto’s die in ware stuntstijl in het water werden gereden. In 1987 was de laatste editie van de “Nacht van de Duiker”. Het verderzetten bleek niet meer haalbaar wegens de strengere veiligheidsmaatregelen en kleinere budgetten. 
In die periode was er ook een jaarlijks bezoek aan het Hyperbaar Centrum van de Zeemacht, eerst te Oostende, daarna te Zeebrugge. Onder impuls van het toenmalige BLOSO (nu Sport Vlaanderen) en de Vlaamse Vereniging voor Watersport kon in de periode 1987 – 1990 veel duikmaterieel worden aangekocht. Hierdoor kon de vereniging veel duikinitiaties organiseren, wat resulteerde in een groei van het ledenaantal. In de periode 1983 – 1990 was de vereniging verantwoordelijk voor de beveiliging op zee van de tweedaagse zeilwedstrijden Oostende – Duinkerke – Oostende. In 1991 werd het clubhuis volledig gerenoveerd door leden van de vereniging. In 1993 werd het 25-jarig bestaan van de Duikernikkers gevierd. Tussen 1991 en 1995 was er een explosieve groei van de club. Het aantal leden piekte toen op 125. Dit betekende ook de start van vele clubreizen naar Spanje en Egypte. In 2003 wordt het 35-jarig bestaan van de vereniging uitbundig gevierd, met een groot feest in het clubhuis en ontvangst op het gemeentehuis van Bredene. Hierbij werd een oorkonde uitgereikt door de toenmalige burgemeester van Bredene, Willy Vanhooren. In 2004, 2006 en 2008 gaat D-Dive-Day door, samen met de Oostendse Visserijfeesten. D-Dive Day is een groots duikspektakel – eerst in de haven van Oostende en later aan de Spuikom in Oostende/Bredene. Na het faillissement van de Oostendse Visserijfeesten wordt een nieuw ankerpunt gezocht en ook gevonden. Vanaf 2011 is het Openwaterweekend gestart, de locatie wordt het clubhuis aan de Spuikom waar 4 tweejaarlijkse edities Nelos D-Dive Day plaatsvinden (2011, 2013, 2015 en 2017). De laatste editie ging door in 2017. Er waren in totaal 7 edities. Op 10 september 2010 kwam de vereniging in het nieuws van de regionale zenders Focus-WTV, VTM en de krant Het Nieuwsblad met de organisatie van de Bredense "Onderwatergemeenteraad".
Op 18 mei 2020 verkreeg de vereniging de titel "Koninklijk" naar aanleiding van haar 50-jarig bestaan. De naam werd toen veranderd van Duikernikkers Bredene Oostende naar Koninklijke Duikernikkers Bredene Oostende.
Sedert het ontstaan van de vereniging zijn er ongeveer 1.500 duikbrevetten (van beginner tot instructeur) afgeleverd en zijn veel instructeurs gekomen en gegaan. Bovendien heeft de vereniging deelgenomen aan talloze sportdagen (BLOSO Watersportdag, NELOS D-Dive Day), initiaties voor de basisscholen van Bredene, initiaties op de vijver Polderwind te Zuienkerke en natuurlijk de initiaties in het eigen zwembad.
Het clubhuis werd gratis ter beschikking gesteld voor de opleiding Duiker-Hulpverlener regio West-Vlaanderen, en dit gedurende meer dan 10 jaar. Er werden evenveel bijscholingen Duiker-Hulpverlener georganiseerd. Jaarlijks worden ook mooie clubreizen ingericht, in. In de beginjaren zeer avontuurlijke reizen, later zeer luxueuze, zoals Egypte, Soedan, Djibouti, Spanje, Cuba, Thailand, Indonesië en Sulawesi. Vaste jaarlijkse uitstappen naar Zeeland, Les Lacs de l'Eau d'Heure en het zuiden van Frankrijk voeden de blijvende duikhonger. Het jaarlijks clubweekend te Zeeland wordt reeds meer dan 35 jaar georganiseerd.
De vereniging staat recentelijk ook in voor de beveiliging in het water van de jaarlijkse nieuwjaarsduik van de gemeente Bredene, samen met de zwemclub Bredense Bruinvissen en kajakclub de Waterratjes.

## Erkenning door officiële instellingen
De vereniging wordt gesubsidieerd door de gemeente Bredene.
De vereniging is aangesloten bij de Nederlandstalige Liga voor Onderwateronderzoek en Sport vzw (Nelos), de West-Vlaamse vereniging voor onderwatersport vzw (WEVOS) en  Duiken.Vlaanderen.